# Kanton Nérondes
Kanton Nérondes (francouzsky Canton de Nérondes) je francouzský kanton v departementu Cher v regionu Centre-Val de Loire. Tvoří ho 13 obcí.

## Obce kantonu
- Blet
- Charly
- Cornusse
- Croisy
- Flavigny
- Ignol
- Lugny-Bourbonnais
- Menetou-Couture
- Mornay-Berry
- Nérondes
- Ourouer-les-Bourdelins
- Saint-Hilaire-de-Gondilly
- Tendron